# یوری لودیگین
یوری ولادیمیروویچ لودیگین (روسی: Юрий Владимирович Лодыгин؛ زاده ۲۶ مهٔ ۱۹۹۰) بازیکن فوتبال اهل روسیه است.
وی همچنین در تیم ملی فوتبال روسیه بازی کرده‌است.